# Pan-Pacific Championship
La Pan-Pacific Championship è stato un torneo calcistico internazionale in cui si affrontavano squadre provenienti dalla J League (la massima serie del Giappone), dalla Major League Soccer (la massima serie di Stati Uniti e Canada), dalla A-League (la massima serie di Australia e Nuova Zelanda), dalla K-League (la massima serie della Corea del Sud) e dalla Chinese Super League (la massima serie della Cina).

## Storia

### Torneo inaugurale
La prima edizione del torneo si è disputata dal 20 al 23 febbraio 2008 a Honolulu (Hawaii). Vi hanno preso parte quattro squadre:
- Houston Dynamo, qualificato in quanto detentore della MLS Cup;
- Gamba Osaka, qualificato in quanto detentore della Coppa Yamazaki Nabisco (J League Cup);
- Sydney FC: pur non essendo detentore di alcun titolo, questo club venne scelto in quanto non impegnato in altre competizioni, come per esempio la fase finale del campionato australiano che si svolgeva proprio in quegli stessi giorni;
- Los Angeles Galaxy: invitati come squadra ospite al posto dei campioni di SuperLiga del CF Pachuca, che rinunciarono a prender parte alla competizione.

Le squadre provenienti dalla Cina e dalla Corea del Sud hanno fatto il loro esordio nell'edizione 2009.

## Risultati
| Anno | Paese ospitante |                 | Finale        | Finale         | Finale       |           | Finale 3º-4º posto | Finale 3º-4º posto | Finale 3º-4º posto |
| Anno | Paese ospitante | Vincitore       | Punteggio     | Finalista      | 3°           | Punteggio | 4°                 |                    |                    |
| 2008 | Stati Uniti     | Gamba Osaka     | 6–1           | Houston Dynamo | L.A. Galaxy  | 2–1       | Sydney FC          |                    |                    |
| 2009 | Stati Uniti     | Suwon Bluewings | 1–1 4-2 (dcr) | L.A. Galaxy    | Oita Trinita | 2–1       | Shandong Luneng    |                    |                    |